# Артивизм

Антивоенное граффити художника Бэнкси

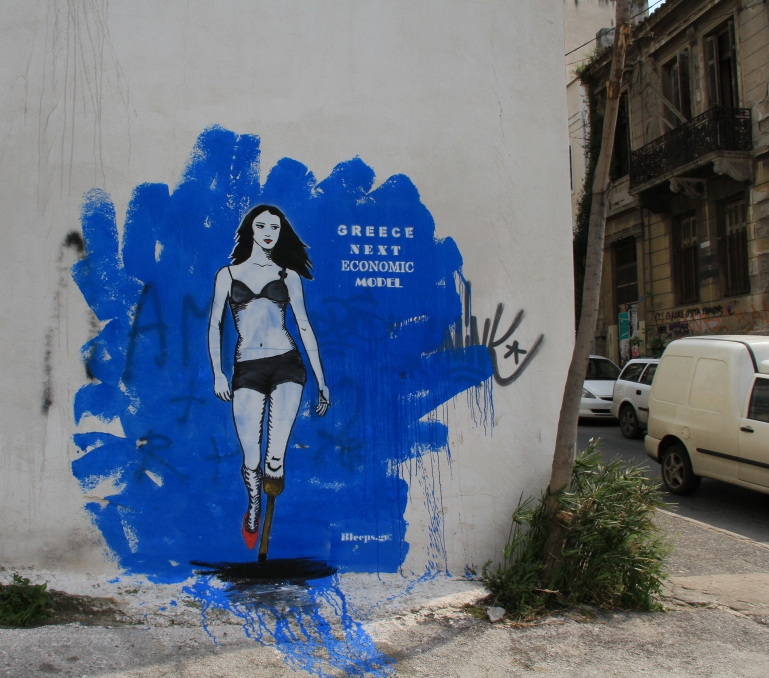
Граффити — «Новая экономическая модель Греции»

Артивизм — направление современного искусства, в котором с помощью художественно-выразительных средств художники пытаются продвигать идеи протеста или гражданского неповиновения.
Название «артивизм» является неологизмом, образованным из сочетания слов «арт» (искусство) и «активизм». Артивизм подразумевает «искусство, направленное на позитивные общественные изменения». Как правило, работы в этом направлении являют собой образцы стрит-арта или акционизма. В научной литературе термин «артивизм» впервые появился в 2008 году и был использован в описании творчества американских чернокожих художников.

## Идеология
Артивизм представляет собой сочетание выразительной силы искусства и активных действий, причастных к тому или иному процессу. Художники этого направления ориентируют свои работы не только на непосредственного зрителя, но и на тех, кто нуждается в помощи. Таким образом, художник не столько пытается поразить зрителя своим произведением, сколько пытается изменить ситуацию. Для того у него есть свои методы — художественные. В своих работах художники пытаются передать суть протеста.
В современном виде артивизм сформировался одновременно с появлением и распространением уличных акций протеста против процессов глобализации и различных вооружённых конфликтов. В ряде случаев активисты пытаются протолкнуть политические лозунги и программы через искусство.

## Направления

### Стрит-арт
Протестные граффити представляют собой рисунки или надписи в различных художественных техниках, нанесенные в публичных местах с целью привлечения внимания к определенной проблеме. Одним из самых ярких представителей данного направления является английский уличный художник Бэнкси. Темами работ Бэнкси является протест против войн, глобализации, капитализма, рекламы, а также защита прав животных. Сам художник свои работы искусством не считает, заявляя что «искусство — последний из больших карателей. Горстка людей его делает — горстка покупает. Но миллионам тех кто приходит на него смотреть — нечего сказать. Я не стремлюсь законсервировать себя в галереях. У меня прямой диалог с публикой».

### Акционизм
У истоков современного арт-активизма стоят российские арт-группы «Война» и «Бомбилы». Группа «Война», согласно заявлениям её участников, задумывалась как движение, а в перспективе, как целый жанр художественно-политической деятельности. Формат арт-группы должен был стать жанром, к которому будут прибегать испытывающие потребность в протесте. Сверхзадача группы — создать новое направление. Создатели группы заявили: «Вынос искусства из галерей на улицу — самое здоровое движение наших дней». „Война“ стоит у истока совершенно нового акционизма. В нём ударение сдвинуто с символического мини-жеста в рамках галерейного арта на конкретное голое уличное действие, приближённое к зрителю вплотную».

## Артивисты
- Бомбилы
- Война
- Above
- Ai Weiwei
- Aloe Blacc
- Annie Sprinkle
- Anomie Belle
- Banksy
- Bleepsgr
- Favianna Rodriguez
- Guillermo Gómez-Peña
- JoFF Rae
- JR
- Judy Baca
- Julio Salgado
- Las Cafeteras
- Lila Downs
- Lost Children of Babylon
- Lydia Canaan
- Martha Gonzalez
- Maya Jupiter
- Norm Magnusson
- Pavel 183
- Peter Joseph
- Reverend Billy and the Church of Stop Shopping
- Self Help Graphics & Art
- Tania Bruguera
- Will St Leger